# Mateusz Borkowski
Mateusz Borkowski (Starachowice, 2 april 1997) is een Pools atleet, die is gespecialiseerd in de 800 m . Hij nam tweemaal deel aan de Olympische Spelen en behaalde hierbij geen medailles.

## Biografie
Op de EK van 2018 kon Borkowski zich kwalificeren voor de finale van de 800 meter. In deze finale liep hij naar de 5e plaats. Een jaar later werd Borkowski Europees kampioen U23 op de 800 meter. Tijdens de Europese Indoorkampioenschappen van 2021 liep Borkowski in 1.46,90 naar een zilveren medaille, achter zijn landgenoot Patryk Dobek en voor de Brit Jamie Webb. Later dat jaar nam Borkowski deel aan de uitgestelde Olympische Spelen van 2020 in Tokio. In de halve finale van de 800 meter liep hij naar de 8e plaats waardoor hij zich niet kon plaatsen voor de finale.

## Titels
- Pools kampioen 800 m - 2019
- Pools kampioen 4 x 400 meter - 2020
- Pools indoorkampioen 800 m - 2019, 2020
- Europees kampioen U23 800 m - 2019

## Persoonlijke records

### Outdoor
| Afstand | Prestatie | Datum            | Plaats    |
| ------- | --------- | ---------------- | --------- |
| 400 m   | 48,05 s   | 15 augustus 2020 | Gdansk    |
| 600 m   | 1.18,04   | 22 augustus 2020 | Oleśnica  |
| 800 m   | 1.44,79   | 3 juni 2022      | Bydgoszcz |
| 1000 m  | 2.18,88   | 18 augustus 2018 | Szczecin  |
| 1500 m  | 3.41,97   | 6 juni 2015      | Gdansk    |

### Indoor
| Afstand | Prestatie | Datum            | Plaats     |
| ------- | --------- | ---------------- | ---------- |
| 400 m   | 49,96 s   | 29 januari 2017  | Bratislava |
| 600 m   | 1.17,40   | 12 februari 2020 | Athlone    |
| 800 m   | 1.45,79   | 6 maart 2021     | Toruń      |
| 1000 m  | 2.26,11   | 23 januari 2016  | Łódź       |
| 1500 m  | 3.45,83   | 20 februari 2016 | Spała      |

## Prestaties

### 800 m
Kampioenschappen
- 2015:  EK Junioren - 1.49,21
- 2017: 3e in series EK Indoor - 1.50,08
- 2018: 5e EK - 1.45,42
- 2019: 3e in series EK Indoor - 1.48,82
- 2019:  EK U23 - 1.48,75
- 2021:  EK Indoor - 1.46,90
- 2021: 8e in ½ fin. OS - 1.46,54
- 2022: 4e in series EK - 1.47,74
- 2022: 5e in series WK - 1.47,61

### 4 x 800 m
- 2017:  IAAF World Relays - 7.18,74